# Lyngør

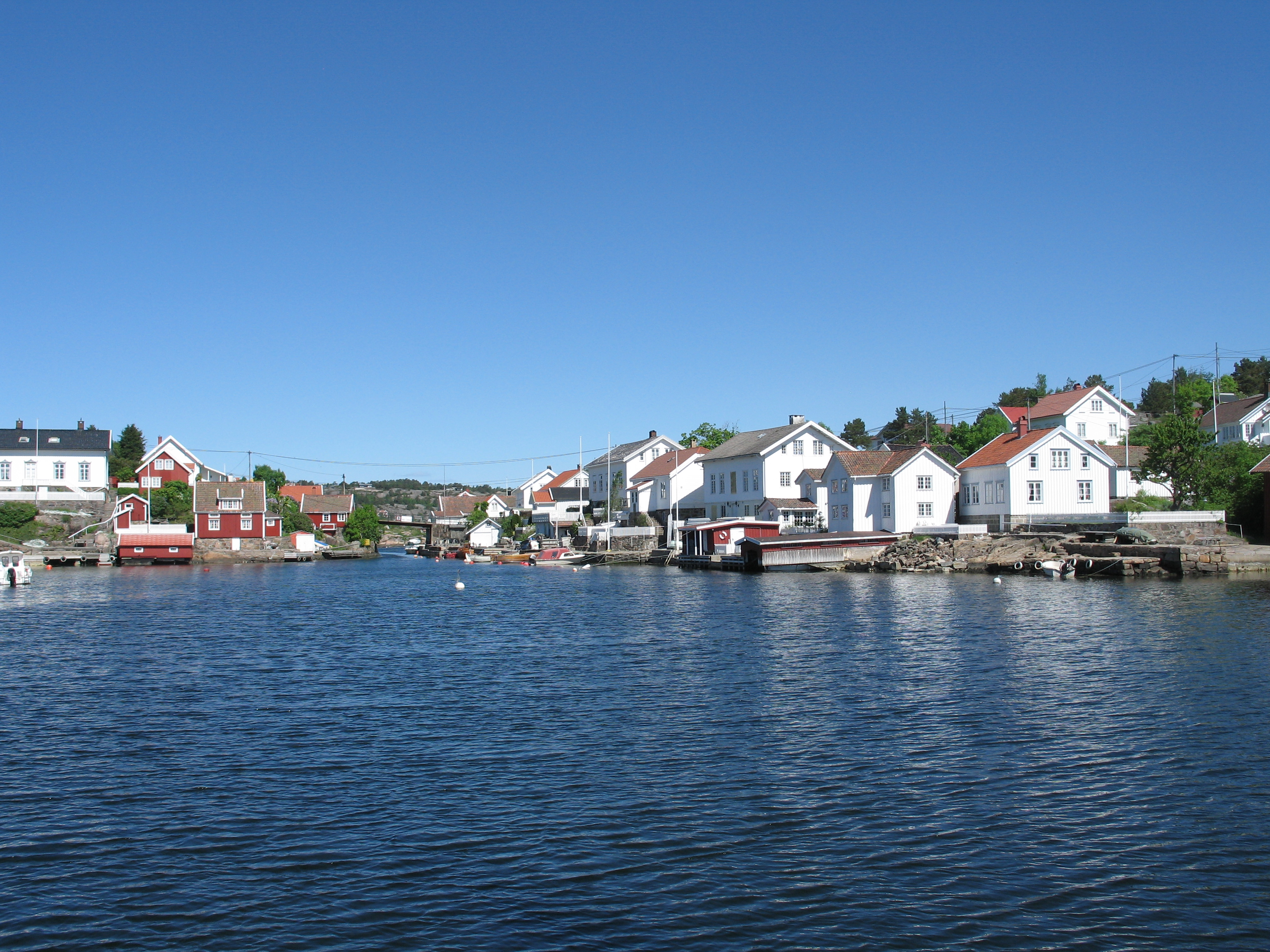
Ansicht von Lyngør

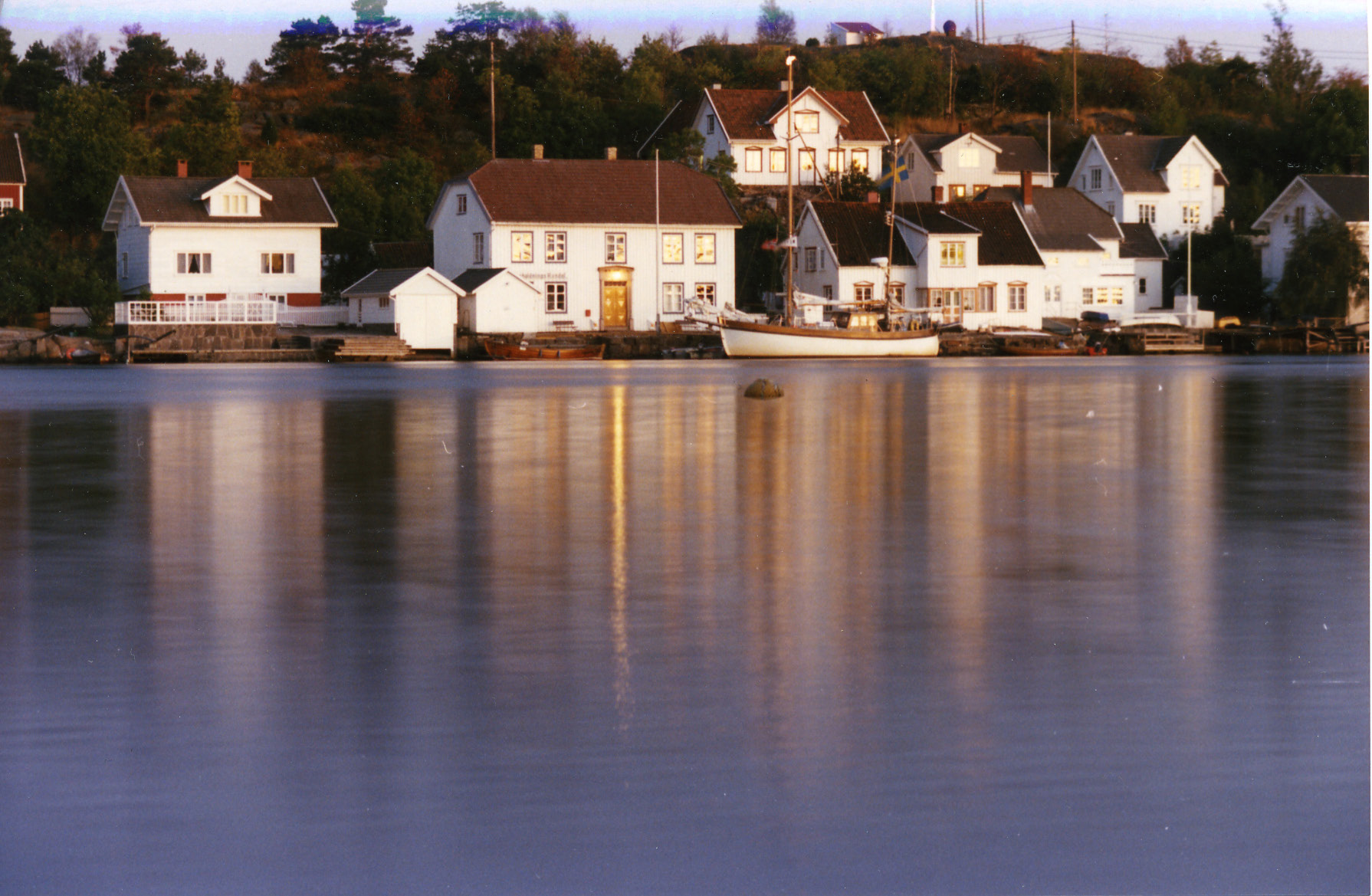
Häuser in Lyngør

Lyngør ist ein auf mehreren kleinen Inseln vor der Südostküste Norwegens, zwischen Larvik und Arendal am Skagerrak gelegenes Dorf in der Kommune Tvedestrand in der Provinz Agder. Der Lyngørfjord trennt die Inseln vom Festland.

## Lage
Lyngør liegt größtenteils an beiden Ufern des schmalen, nur 70–100 m breiten Lyngørsunds auf der 0,7 km² großen Hauptinsel Lyngøya an dessen Südseite und den drei auf der Nordseite gegenüber liegenden Schären Steinsøya, Holmen und Odden. Eine kleinere Zahl von Häusern befindet sich auf dem nordöstlichen Ende der südwestlich von Lyngøya gelegenen Insel Askerøya.
Der Ort ist nur per Boot erreichbar, und es gibt keine Kraftwagen. Das Verwaltungszentrum der Kommune Tvedestrand liegt etwa 12 km südwestlich.

## Der Ort
Der Ort, früher ein beliebter Wohnort von Schiffskapitänen, ist bekannt wegen seines malerischen Hafens und seiner schönen Holzhäuser. Er ist ein sehr beliebtes Ferienziel, insbesondere für Segler, in den Sommermonaten, und die meisten Häuser sind nur im Sommer bewohnt. Die permanente Wohnbevölkerung beläuft sich nur auf etwa 70–80 Personen, und es schwierig, weitere Abwanderung zu verhindern. Es gibt eine Segelmacherei, einen Dorfladen und mehrere nur im Sommer geöffnete Restaurants.
Auf der kleinen Schäre Kjeholmen wenige hundert Meter nordöstlich von Lyngøya steht das heute automatisch betriebene und als Ferienhütte genutzte Leuchtfeuer Lyngør fyr.

## Geschichte

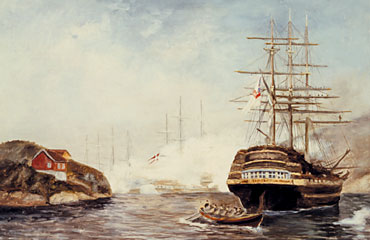
Das Seegefecht von Lyngør

Im Lyngørsund fand am 6. Juli 1812 während des sogenannten Kanonenbootkriegs zwischen Großbritannien und Dänemark-Norwegen das Seegefecht von Lyngør statt. Dabei versenkte das britische Linienschiff HMS Dictator (64 Kanonen) die dänisch-norwegische Fregatte Najaden (42 Kanonen), das einzig verbliebene größere Schiff der dänisch-norwegischen Marine. Dies bedeutete das faktische Ende der dänisch-norwegischen Beteiligung an den Napoleonischen Kriegen. Das Wrack der Najaden wurde 1957 gefunden.